# Sofia (metrostation)
Sofia is een gepland metrostation in de Stockholmse wijk Södermalm. Het station is onderdeel van de verlenging van de blauwe route van de metro van Stockholm en zal rond 2025 worden geopend.

## Geschiedenis

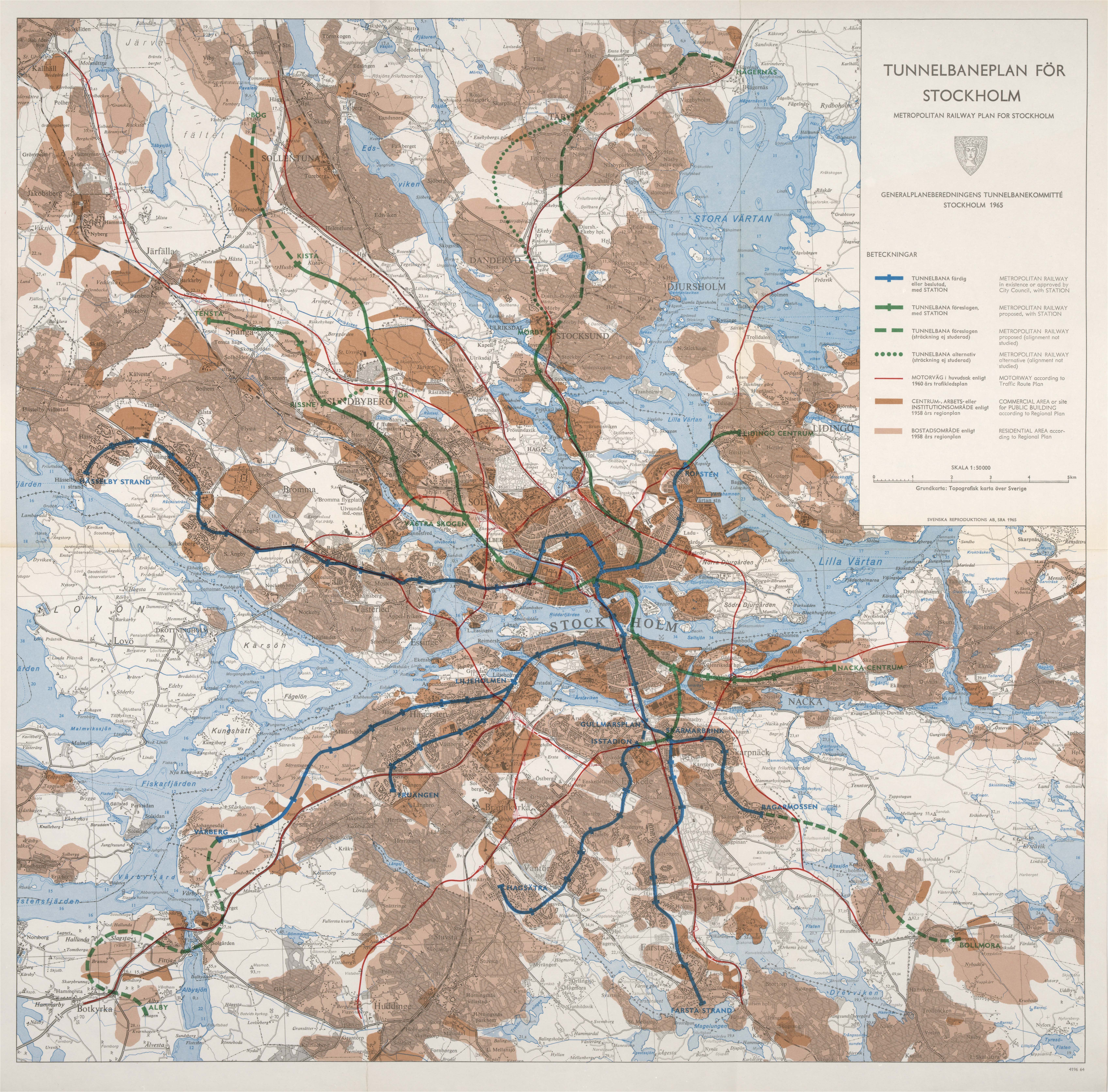
Plankaart uit 1965

In de plannen voor de blauwe route uit 1965 was Sofia al opgenomen als splitsing van de lijn in twee takken aan de zuidkant van het centrum. Het plan voorzag in drie routes die buiten het centrum zouden vertakken. Van de blauwe route is het traject ten noorden van  Kungsträdgården in 1975 geopend en in de tien jaar daarna geleidelijk uitgebreid. Kungsträdgården kwam in 1977 gereed en de bedoeling was dat de lijn onder de Skeppsbron via de stations Slussen en Katarina zou doorlopen naar het splitsingstation Sofia onder Södermalm. Vanaf Sofia was een traject naar het oosten voorzien richting Nacka terwijl aan de zuidkant de voormalige Örbybanan via Skärmarbrink bij Isstadion op de blauwe route zou worden aangesloten. Deze plannen voor de z.g. Syd-Östra banan verdwenen echter in de ijskast door weerstand van de gemeenten rondom Stockholm en het uitblijven van grootschalige nieuwbouwprojecten.

## Station
In 2013 werd besloten om de metro uit te breiden met tien stations. Hierdoor zal de Syd-Östra banan in iets gewijzigde vorm alsnog worden aangelegd. Het nu gekozen traject kent minder bochten dan dat van 1965 en de lijn zal ook zonder tussenstations van Kungsträdgården naar Sofia lopen. Door deze keuze en de bouw als geboorde tunnel zal de lijn onder de Saltsjön tot 90 meter onder zeeniveau moeten afdalen om onder de sedimentpiramide onder het water door te kunnen. De helling aan de zuidkant bereikt bij station Sofia een diepte van 70 meter onder zeeniveau. Södermalm ligt ter hoogte van het station op 30 meter boven zeeniveau zodat het station met 100 meter onder het maaiveld het diepst gelegen metrostation van Stockholm zal worden. Zoals al in het oorspronkelijke plan voorzien zal lijn T19 van de groene route overgaan op de blauwe route en als zuidelijke deel van T11 fungeren. De lijn van Sofia naar Nacka zal als het zuidelijke deel van T10 in bedrijf komen.
Hjulsta ·
Tensta ·
Rinkeby · 
Rissne · 
Duvbo ·
Sundbybergs centrum · 
Solna strand · 
Huvudsta · 
Västra skogen ·
Stadshagen ·
Fridhemsplan ·
Rådhuset ·  
T-Centralen ·
Kungsträdgården · 
(Sofia) ·
(Hammarby kanal) ·  
(Sickla) ·
(Järla) ·
(Nacka centrum)
(Barkarby) ·
(Barkarbystaden)·
Akalla ·
Husby ·
Kista · 
(Kymlinge) · 
Hallonbergen · 
Näckrosen ·
Solna centrum · 
Västra skogen · 
Stadshagen ·
Fridhemsplan · 
Rådhuset ·
T-Centralen ·
Kungsträdgården · 
(Sofia) ·
(Gullmarsplan)·  
(Slakthuset) ·
(Sockenplan) ·
(Svedmyra) ·
(Stureby) ·
(Bandhagen) ·
(Högdalen) ·
(Rågsved) ·
(Hagsätra) ·
(Älvsjö)